# Bamako-Sénoui nemzetközi repülőtér
A Bamako-Sénoui nemzetközi repülőtér Mali legnagyobb repülőtere, valamint Bamako nemzetközi repülőtere. Mali fővárosától, Bamako központjától nagyjából 15 km-re délre helyezkedik el. 1974-ben nyílt meg.
A leghosszabb viszonylat a Bamako–Nairobi út, ezt a Kenya Airways bonyolítja le, az utazás időtartama: 7 óra 30 perc. Legsűrűbb a Bamako–Dakar járat, hetente 29 folyamatos repüléssel. Mali belföldi járatai indulnak a következő városokba: Kayes, Mopti, Timbuktu, Sikasso, Gao és Kidal.

## Légitársaságok és úticélok

### Személy
| Légitársaság          | Célállomások                                        |
| --------------------- | --------------------------------------------------- |
| Air Algérie           | Algiers                                             |
| Air Burkina           | Dakar–Diass, Ouagadougou                            |
| Air Côte d'Ivoire     | Abidjan, Bouaké, Dakar–Diass                        |
| Air France            | Abidjan, Monrovia–Roberts, Párizs-Charles de Gaulle |
| Air Senegal           | Dakar–Diass                                         |
| ASKY Airlines         | Conakry, Dakar–Diass, Lomé, Niamey                  |
| Corsair International | Párizs–Orly                                         |
| Ethiopian Airlines    | Addis Ababa, Dakar–Diass                            |
| Kenya Airways         | Dakar–Diass, Nairobi–Jomo Kenyatta                  |
| Mauritania Airlines   | Abidjan, Cotonou, Dakar–Diass, Nouakchott           |
| Royal Air Maroc       | Casablanca                                          |
| Sky Mali              | Gao, Kayes, Timbuktu                                |
| Tunisair              | Tunis                                               |
| Turkish Airlines      | Istanbul                                            |

### Cargo
| Légitársaság | Célállomások |
| ------------ | ------------ |
| DHL Aviation | Lagos        |
| Cargolux     | Luxembourg   |

## Forgalom
Az utasforgalom az elmúlt években az alábbi módon változott:
| Utasok száma | 403 380 | 423 506 | 486 526 | 516 000 | 533 437 | 582 143 | 533 054 | 602 074 | 588 196 | 686 431 |
|              | 1999    | 2003    | 2004    | 2005    | 2006    | 2011    | 2012    | 2015    | 2016    | 2017    |

## Fordítás
- Ez a szócikk részben vagy egészben  a   Senou International Airport című angol Wikipédia-szócikk ezen változatának fordításán alapul.  Az eredeti cikk szerkesztőit annak laptörténete sorolja fel. Ez a jelzés csupán a megfogalmazás eredetét és a szerzői jogokat jelzi, nem szolgál a cikkben szereplő információk forrásmegjelöléseként.